# Büro des Reichspräsidenten
Das Büro des Reichspräsidenten war in der Weimarer Republik eine oberste Reichsbehörde zur Unterstützung des Reichspräsidenten.
Gleichwohl der weitgehenden Rechte, Befugnisse und Einflussmöglichkeiten des Reichspräsidenten schuf Friedrich Ebert unter der Bezeichnung „Büro des Reichspräsidenten“ eine verhältnismäßig kleine Büroorganisation, die ihm bei der Erledigung seiner Amtsgeschäfte zur Verfügung stand. Das Büro des Reichspräsidenten hatte ebenfalls keine verfassungsrechtliche Grundlage, sondern war von der Staatspraxis durch die haushaltsrechtliche Bewilligung gedeckt. Ebenso hatte er keinen großen Beraterstab.

## Aufgaben
Die Aufgaben des Büros des Reichspräsidenten waren im Wesentlichen:
- Unterrichtung und Beratung des Reichspräsidenten im Bereich seiner Zuständigkeiten in auswärtigen und inneren Angelegenheiten,
- Wahrnehmung seiner Verbindung zur Reichsregierung und Obersten Reichsbehörden,
- Pflege der Beziehungen zu den auswärtigen diplomatischen Missionen,
- Vorlage der auszufertigenden Staatsverträge, Gesetze und Verordnungen,
- Vorbereitung von Personalangelegenheiten,
- Beratung und Unterrichtung in allen Fragen des militärischen Oberbefehls und
- Verkehr mit Abgeordneten des Reichstags, Parteiführern und anderen Faktoren des öffentlichen Lebens.

## Stellenplan
Der Stellenplan des Büros des Reichspräsidenten verzeichnete 1925 folgende Stellen:
- 1 Chef des Büros (im Range eines Gesandten),
- 4 Beamte des Höheren Dienstes, davon 2 für auswärtige Angelegenheiten und 2 für Personal- und Haushaltssachen,
- 2 Offiziere, davon einer als persönlicher Adjutant,
- 1 Beamter des Gehobenen Dienstes
- 9 Beamte des Mittleren und Einfachen Dienstes und
- 19 nichtbeamtete Hilfskräfte im Kanzlei-, Pförtner-, Hausarbeiter- und Heizerdienst.

Diese geringe Anzahl von zusammen 36 Mitarbeitern resultiert nicht nur aus dem neuen sparsamen Stil der Republik, sondern ergibt sich aus der starken Stellung des Reichspräsidenten gegenüber der Regierung.

## Stellung innerhalb der Exekutive
Der oberste Berater des Reichspräsidenten war nicht der Chef seines Büros, sondern der Reichskanzler und dessen Fachminister. Auch nach der Weimarer Reichsverfassung bestimmte der Reichskanzler die Richtlinien der Politik (Art. 56 S. 1 WRV) und die Reichsminister führten ihre Ressorts selbständig (Art. 56 S. 2 WRV). Da sie aber anders als die heutige Bundesregierung zu ihrer Amtsführung auf das Vertrauen des Reichspräsidenten angewiesen waren und ihn von der Zweckmäßigkeit ihrer politischen Entscheidungen überzeugen mussten, waren unzweifelhaft sie die Berater des Präsidenten. Dem Reichspräsidenten standen somit, neben seiner eigenen Büroorganisation, die gesamten wissenschaftlichen, administrativen und technischen Stäbe und Hilfsmittel der Ministerien zur Verfügung. Der Reichspräsident konnte sich aber – im Gegensatz zum Kaiser – in keinem Fall über den Kopf der Regierung hinweg ihrer Behörden bedienen. Auch wenn die Mitglieder der Reichsregierung die obersten Berater des Reichspräsidenten waren, so hatte der Chef des Büros des Reichspräsidenten trotz alledem keine unwesentliche Rolle. Der vormittags stattfindende Vortrag des Bürochefs sollte zwar den Vorträgen des Reichskanzlers und der Minister nicht vorgreifen, hatte aber durch den zeitlichen Vorsprung und das von parlamentarischen Schwankungen unabhängige gegenseitige Vertrauensverhältnis zwischen Reichspräsident und Bürochef, das sich durch die ständige Zusammenarbeit immer mehr verstärkte, politisch ein erhebliches Gewicht. Gerade in Regierungskrisen sondierte der Bürochef im Auftrag des Präsidenten die parlamentarische Lage und führte Vorbesprechungen.

## Büroleiter
Die Chefs des Büros des Reichspräsidenten waren:
- Rudolf Nadolny (ab März 1919)
- Kurt Riezler (ab November 1919)
- Otto Meissner (ab April 1920), seit 1934 Chef der Präsidialkanzlei

## Vorgänger- und Nachfolgeorganisationen
- Funktionsvorgänger im Kaiserreich waren das Zivilkabinett und das Militärkabinett des Königs von Preußen und das Marinekabinett des Deutschen Kaisers.
- Funktionsnachfolger war die Präsidialkanzlei.